# Pascal Bieler
Pascal Bieler (Berlino, 26 febbraio 1986) è un ex calciatore tedesco, di ruolo difensore.